# Козьнево-Лисакі
Козьнево-Лисакі (пол. Koźniewo-Łysaki) — село в Польщі, у гміні Сонськ Цехановського повіту Мазовецького воєводства.
Населення — 113 осіб (2011).
У 1975-1998 роках село належало до Цехановського воєводства.

## Демографія
Демографічна структура станом на 31 березня 2011 року:
|          | Загалом | Допрацездатний вік | Працездатний вік | Постпрацездатний вік |
| -------- | ------- | ------------------ | ---------------- | -------------------- |
| Чоловіки | 56      | 11                 | 39               | 6                    |
| Жінки    | 57      | 14                 | 35               | 8                    |
| Разом    | 113     | 25                 | 74               | 14                   |